# Parsonsia inae
Parsonsia inae är en oleanderväxtart som beskrevs av André Guillaumin. Parsonsia inae ingår i släktet Parsonsia och familjen oleanderväxter. Inga underarter finns listade i Catalogue of Life.